# Редкліфф (Альберта)
Редкліфф (англ. Redcliff) — містечко в Канаді, у провінції Альберта, у складі муніципального району Сайпрес.

## Населення
За даними перепису 2016 року, містечко нараховувало 5600 осіб, показавши зростання на 0,2%, порівняно з 2011-м роком. Середня густота населення становила 344,6 осіб/км².
З офіційних мов обидвома одночасно володіли 145 жителів, тільки англійською — 5 350, а 100 — жодною з них. Усього 625 осіб вважали рідною мовою не одну з офіційних, з них 5 — одну з корінних мов, а 5 — українську.
Працездатне населення становило 3 110 осіб (71,1% усього населення), рівень безробіття — 12,1% (16,5% серед чоловіків та 6,5% серед жінок). 88,1% осіб були найманими працівниками, а 10,3% — самозайнятими.
Середній дохід на особу становив $49 057 (медіана $37 018), при цьому для чоловіків — $66 664, а для жінок $30 744 (медіани — $51 596 та $27 456 відповідно).
29,4% мешканців мали закінчену шкільну освіту, не мали закінченої шкільної освіти — 26,5%, 44,2% мали післяшкільну освіту, з яких 12,4% мали диплом бакалавра, або вищий, 10 осіб мали вчений ступінь.
| Статево-вікова структура населення | Статево-вікова структура населення | Статево-вікова структура населення | Статево-вікова структура населення | Статево-вікова структура населення |
| ---------------------------------- | ---------------------------------- | ---------------------------------- | ---------------------------------- | ---------------------------------- |
|                                    |                                    |                                    |                                    |                                    |
| Всього                             | Всього                             | 51,3%48,8%                         |                                    |                                    |
| 0 — 14 років                       | 0 — 14 років                       |                                    | 21,6%                              | 21,6%                              |
| 15 — 64 років                      | 15 — 64 років                      |                                    | 66,8%                              | 66,8%                              |
| 65 і більше                        | 65 і більше                        |                                    | 11,6%                              | 11,6%                              |
| 85 і більше                        | 85 і більше                        |                                    | 0,6%                               | 0,6%                               |
| Середній вік (років)               | Середній вік (років)               | 36,937,7                           | 37,3                               | 37,3                               |
| Медіана (років)                    | Медіана (років)                    | 37,137,5                           | 37,2                               | 37,2                               |
| — чоловіки — жінки                 |                                    |                                    |                                    |                                    |

| Походження мешканців:     | Походження мешканців:     | Походження мешканців: | Походження мешканців: | Походження мешканців: |
| ------------------------- | ------------------------- | --------------------- | --------------------- | --------------------- |
| Походження                |                           |                       | осіб                  | %                     |
| Корінні американці        | Корінні американці        |                       | 440                   | 7.86%                 |
| Інше північноамериканське | Інше північноамериканське |                       | 1 655                 | 29.55%                |
| Європейське               | Європейське               |                       | 4 605                 | 82.23%                |
| британське                | британське                |                       | 2 700                 | 48.21%                |
| французьке                | французьке                |                       | 550                   | 9.82%                 |
| українське                | українське                |                       | 380                   | 6.79%                 |
| Латинськоамериканське     | Латинськоамериканське     |                       | 125                   | 2.23%                 |
| Карибське                 | Карибське                 |                       | 10                    | 0.18%                 |
| Африканське               | Африканське               |                       | 40                    | 0.71%                 |
| Азійське                  | Азійське                  |                       | 135                   | 2.41%                 |

| Зайнятість населення за галузями (за класифікацією NOC): | Зайнятість населення за галузями (за класифікацією NOC): | Зайнятість населення за галузями (за класифікацією NOC): | Зайнятість населення за галузями (за класифікацією NOC): | Зайнятість населення за галузями (за класифікацією NOC): |
| -------------------------------------------------------- | -------------------------------------------------------- | -------------------------------------------------------- | -------------------------------------------------------- | -------------------------------------------------------- |
|                                                          |                                                          |                                                          |                                                          |                                                          |
| Управління                                               | Управління                                               |                                                          | 9,2%                                                     | 9,2%                                                     |
| Бізнес, фінанси та адміністрування                       | Бізнес, фінанси та адміністрування                       |                                                          | 10,6%                                                    | 10,6%                                                    |
| Природничі та прикладні науки                            | Природничі та прикладні науки                            |                                                          | 4,1%                                                     | 4,1%                                                     |
| Охорона здоров'я                                         | Охорона здоров'я                                         |                                                          | 7,4%                                                     | 7,4%                                                     |
| Освіта, правозахист, муніципальні та урядові служби      | Освіта, правозахист, муніципальні та урядові служби      |                                                          | 7,7%                                                     | 7,7%                                                     |
| Мистецтво, культура, відпочинок та спорт                 | Мистецтво, культура, відпочинок та спорт                 |                                                          | 0,8%                                                     | 0,8%                                                     |
| Роздрібна торгівля та послуги                            | Роздрібна торгівля та послуги                            |                                                          | 24,5%                                                    | 24,5%                                                    |
| Гуртова торгівля, транспорт та обладнання                | Гуртова торгівля, транспорт та обладнання                |                                                          | 24,8%                                                    | 24,8%                                                    |
| Природні ресурси, сільське господарство                  | Природні ресурси, сільське господарство                  |                                                          | 6,7%                                                     | 6,7%                                                     |
| Виробництво                                              | Виробництво                                              |                                                          | 4,4%                                                     | 4,4%                                                     |

## Клімат
Середня річна температура становить 5,5°C, середня максимальна – 25,1°C, а середня мінімальна – -17,6°C. Середня річна кількість опадів – 330 мм.
| Клімат поселення                              | Клімат поселення | Клімат поселення | Клімат поселення | Клімат поселення | Клімат поселення | Клімат поселення | Клімат поселення | Клімат поселення | Клімат поселення | Клімат поселення | Клімат поселення | Клімат поселення | Клімат поселення |
| Показник                                      | Січ.             | Лют.             | Бер.             | Квіт.            | Трав.            | Черв.            | Лип.             | Серп.            | Вер.             | Жовт.            | Лист.            | Груд.            |                  |
| Середній максимум, °C                         | −3,42            | 0,56             | 6,36             | 13,32            | 19,20            | 23,78            | 25,11            | 24,74            | 18,83            | 12,68            | 3,62             | −2,3             |                  |
| Середня температура, °C                       | −10,51           | −6,56            | −0,74            | 6,22             | 12,09            | 16,67            | 19,35            | 18,98            | 13,08            | 6,94             | −2,12            | −8,04            |                  |
| Середній мінімум, °C                          | −17,62           | −13,66           | −7,86            | −0,88            | 4,99             | 9,57             | 13,62            | 13,25            | 7,34             | 1,18             | −7,89            | −13,79           |                  |
| Норма опадів, мм                              | 14               | 10               | 18               | 24               | 44               | 61               | 40               | 34               | 38               | 19               | 14               | 14               |                  |
| Середньомісячна швидкість вітру, м/с          | 4.61             | 4.45             | 4.75             | 4.86             | 4.64             | 4.28             | 3.90             | 3.85             | 4.09             | 4.60             | 4.70             | 4.62             |                  |
| Середньомісячна сонячна радіація, кДж/м²·день | 4478             | 8023             | 13052            | 17575            | 21040            | 22547            | 23737            | 20276            | 14225            | 8944             | 4915             | 3572             |                  |
| --------------------------------------------- | ---------------- | ---------------- | ---------------- | ---------------- | ---------------- | ---------------- | ---------------- | ---------------- | ---------------- | ---------------- | ---------------- | ---------------- | ---------------- |
| Джерело:                                      |                  |                  |                  |                  |                  |                  |                  |                  |                  |                  |                  |                  |                  |